# Elephant Juice
Elephant Juice ist ein britisches Drama mit Emmanuelle Béart aus dem Jahr 1999. Regie führte Sam Miller. Die Premiere des Films fand am 23. August 1999 auf dem Edinburgh Film Festival statt.

## Handlung
Gezeigt wird das berufliche und private Leben von sieben Menschen, die um die 30 Jahre alt sind und in London leben. Daphne und Frank lernten sich kürzlich kennen. Graham und George sind bereits länger zusammen und meistern die Schwierigkeiten der Beziehung. Die schwangere Jules und Will wollen heiraten, Will erlaubt sich jedoch Seitensprünge. Der mit Will befreundete Billy kann keine Partnerin finden, die Bekanntschaft mit einer alleinerziehenden Frau wird ein Flop. Schließlich werden Billy und Jules ein Paar. Daphne unternimmt einen Suizidversuch.

## Kritik
Nach Andreas Haaß von der Kritikerdatenbank Moviemaster seien die Handlungsstränge "nicht sonderlich originell". Der Film wirke wie ein Fernsehfilm.
Nach dem Empire Magazine täten die Darsteller ihr Bestes, aber die Gelegenheit sei verschwendet. Das Drama bringe Ehrlichkeit auf die große Leinwand und scheitere damit.